# Piyabutr Saengkanokkul
Piyabutr Saengkanokkul (en thaï : ปิยบุตร แสงกนนกกุล ; RTGS : Piyabut Saengkanokkun) est un universitaire, militant et homme politique thaïlandais né le 23 octobre 1979 à Bangkok. 
Il est diplômé de la faculté de droit de l'université Thammasat avec des honneurs, qui lui permet de recevoir une bourse du gouvernement français pour préparer un doctorat. Il est titulaire d'un diplôme en droit public et en droit de l'environnement de l'université de Nantes et d'un doctorat avec mention Très honorable avec félicitations de l'université de Toulouse. Il devient par la suite professeur adjoint à la faculté de droit à l'université Thammasat.
Il est secrétaire général du Parti du nouvel avenir à partir de 2018, parti dont il est le cofondateur avec Thanathorn Juangroongruangkit. Il est élu membre de la Chambre des représentants à l'issue des élections législatives de 2019 sous le même parti. En février 2020, le Future Forward est dissous par la Cour constitutionnelle thaïlandaise, il perd alors sa fonction de secrétaire général ainsi que celui de membre de la Chambre des représentants. Il est interdit de politique pour 10 ans.
Il est condamné le 5 février 2024, aux côtés de sept autres figures du mouvement prodémocratie, à quatre mois de prison avec sursis, pour une manifestation organisée en 2019 et qui avait été jugée illégale,.
Il est marié avec la politologue et constitutionnaliste française Eugénie Mérieau.